# Sandy Hollow-Escondidas (Teksas)
Sandy Hollow-Escondidas je naseljeno mjesto za statističke potrebe u američkoj saveznoj državi Teksas. Prema popisu stanovništva iz 2010. u njemu je živjelo 296 stanovnika.